# Gladiolus carinatus
Gladiolus carinatus är en irisväxtart som beskrevs av William Aiton. Gladiolus carinatus ingår i släktet sabelliljor, och familjen irisväxter. Inga underarter finns listade i Catalogue of Life.

## Bildgalleri

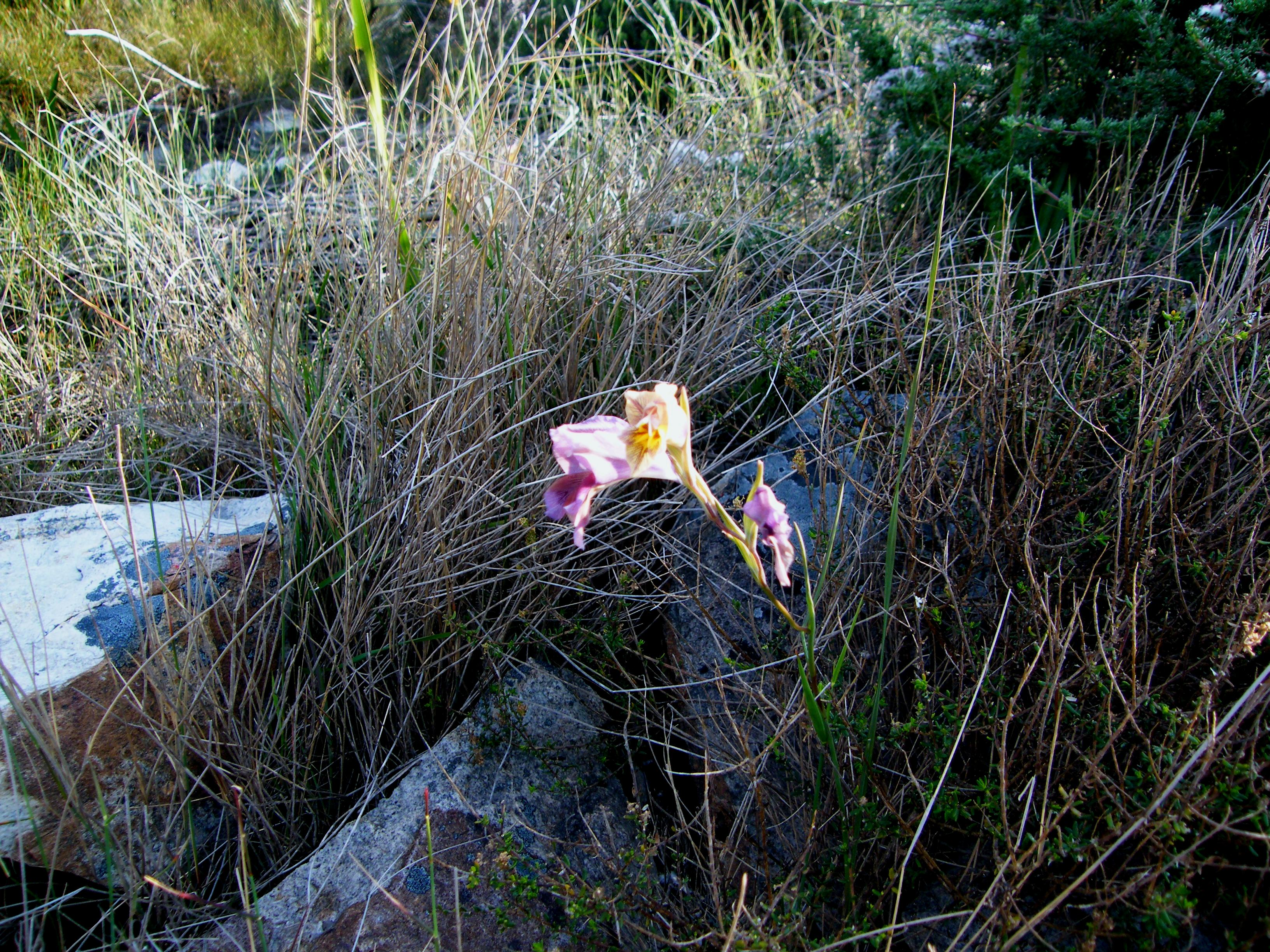
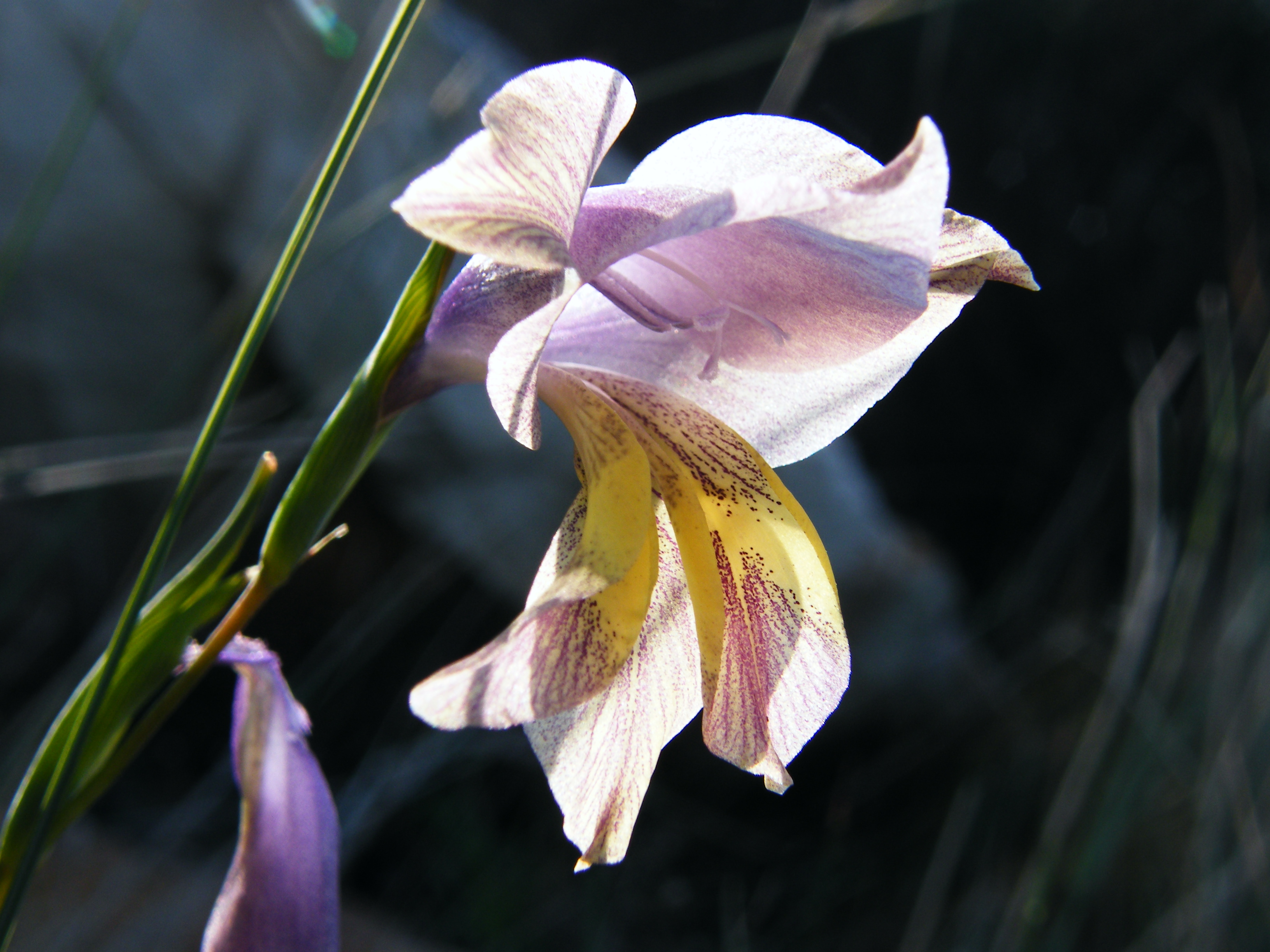